# JW신약
JW신약 주식회사(JW新藥 株式會社)는 경기도 과천시 과천대로7길 38에 본사를 둔 의약품 제조 기업이다.

## 역사
1990년 8월 중외제약이 정모제약을 인수하고 대유신약으로 상호를 변경해 재출범시킨 후 2005년 중외신약으로 다시금 상호를 변경했다. 2016년 JW중외신약의 회사명이 ‘JW신약’으로 변경되었다.
2023년 5월 11일에는 본점을 서울특별시 서초구 남부순환로 2477에서 경기도 과천시 과천대로7길 38로 이전하였다.

## 같이 보기
- JW중외제약